# Crises
Crises (укр. «Кризи») — восьмий студійний альбом британського музиканта Майка Олдфілда, що вийшов 1983 року. Альбом містить знаменитий хіт Олдфілда — пісню «Moonlight Shadow».

## Опис
Заголовний трек альбому («Crises») — це 20-хвилинна інструментальна композиція, з невеликими вокальними вставками, у виконані Майка Олдфілда. Початок і кінець композиції, виконані за допомогою синтезатора, стилістично схожі на початкову тему з «Tubular Bells».
Наступний трек — це пісня «Moonlight Shadow» з вокалом Меггі Рейлі. Подейкували, що текст пісні був навіяний Майку Олдфілду вбивством Джона Леннона. В одному з інтерв'ю Майк дав відповідь на це питання:

| Того вечора, коли він був убитий, я якраз прилетів до Нью-Йорку і зупинився в будівлі компанії «Virgin» на Перрі Стріт — це всього в декількох кварталах від Дакота Білдінг, де все і сталося. Може бути все це залишилося в моїй підсвідомості. Спочатку мене надихнув один з моїх улюблених фільмів — «Гудіні» з Тоні Кертісом. Це фільм про численні спроби встановити спіритичний контакт з Гудіні після його смерті. Спочатку пісню я написав під впливом цього фільму, але неусвідомлено туди могли потрапити багато інших думок. |
Меггі Рейлі є співавтором і вокалісткою ще однієї пісні з альбому — «Foreign Affair». Текст пісні «In High Places» написаний Майком Олдфілдом у співавторстві з Джоном Андерсоном, який і заспівав цю пісню. Вокаліст в пісні «Shadow On The Wall» — Роджер Чепмен. Одного разу Олдфілда запитали, чому він запросив для вокала саме Андерсона і Чепмена, на що Майк відповів: «Ми просто відвідували один і той самий бар». Крім усього іншого, альбом містить коротку гітарну композицію «Taurus III», яка сильно відрізняється від довгих і багатотемних композицій «Taurus I» і «II» , що вийшли в альбомах «QE2» і «Five Miles Out». Північноамериканська версія альбому доповнена ще одним треком — «Mistake», якого немає в європейському релізі. Вокал в цій пісні виконала знову ж Меггі Рейлі. Пісня «Mistake» вийшла як сингл ще до виходу альбому «Crises».
Обкладинку альбому створив Террі Айлотт. Майк пояснив значення малюнка на обкладинці в композиції «Crises», де він сам же співає: «Наглядач і вежа чекають годину за годиною». В інтерв'ю він згадав, що «людина зображена в кутку — це я сам, а вежа — це моя музика».
Майк Олдфілд підтримав альбом європейським туром, який закінчився концертом у Лондоні на «Вемблі Арена». Концерт на «Вемблі» було присвячено 10-річчю виходу альбому «Tubular Bells». 2000 року лейбл «Virgin» перевидав альбом «Crises» у форматі HDCD. 2013 року, згідно з контрактом, альбом був перевиданий лейблом «Mercury Records».

## Список композицій

### Британська версія

#### Перша сторона
1. «Crises» (Майк Олдфілд) — 20:40

#### Друга сторона
1. «Moonlight Shadow» (Майк Олдфілд) — 3:34 (вокал Меггі Рейлі)
2. «In High Places» (Майк Олдфілд, Джон Андерсон) — 3:33 (вокал Джона Андерсона)
3. «Foreign Affair» (Майк Олдфілд, Меггі Рейлі) — 3:53 (вокал Меггі Рейлі)
4. «Taurus 3» (Майк Олдфілд) — 2:25 (інструментал)
5. «Shadow on the Wall» (Майк Олдфілд) — 3:09 (вокал Роджера Чепмена)

### Північноамериканська версія

#### Перша сторона
1. «Mistake» (вокал Меггі Рейлі)
2. «In High Places»
3. «Foreign Affair»
4. «Taurus 3»
5. «Shadow on the Wall»
6. «Moonlight Shadow»

#### Друга сторона
1. «Crises»

## Інструменти
- Електрогітари — Gibson SG Junior і «Fender Stratocaster»
- Акустичні гітари — «Adamas», «Ramirez» і «Manson»
- Електронні інструменти — синтезатори «Oberheim», «Roland Strings» і «OBXa», цифровий сиквенсор «DSX», цифрова драм-машина «DMX», прилад для симулювання звучання в різних типах приміщень «Quantec Room Simulator», цифрова музична робоча станція «Fairlight CMI»
- Барабани — «Tama» і «Simmons»
- Орган — «Farfisa»

## Музиканти
- Майк Олдфілд — акустична гітара, банджо, бас-гітара, електрична гітара, Fairlight CMI, орган, синтезатор, арфа, мандоліна, перкусія, піаніно, іспанська гітара і вокал
- Джон Андерсон — вокал
- Роджер Чепмен — вокал
- Меггі Рейлі — вокал
- Ентоні Глін — гітара
- Рік Фен — гітара
- Саймон Філліпс — ударні, перкусія, ефекти
- Філ Спелдінг — бас-гітара

## Чарти
| Рік  | Країна          | Чарт                             | Позиція |
| ---- | --------------- | -------------------------------- | ------- |
| 1983 | Австрія         | Ö3 Austria                       | 2       |
| 1983 | Нідерланди      | MegaCharts                       | 2       |
| 1983 | Німеччина       | Media Control Charts             | 1       |
| 1983 | Нова Зеландія   | Official New Zealand Music Chart | 6       |
| 1983 | Норвегія        | VG-lista                         | 1       |
| 1983 | Іспанія         | PROMUSICAE                       | 39      |
| 1983 | Швеція          | Sverigetopplistan                | 1       |
| 1983 | Швейцарія       | Schweizer Hitparade              | 5       |
| 1983 | Велика Британія | OCC                              | 6       |

## Кавер-версії
Пісні з альбому «Crises» стали об'єктом безлічі кавер-версій від інших виконавців. Особливо багато каверів було зроблено на «Moonlight Shadow». Найгучніший з цих каверів створила група «Groove Coverage»: їхня версія досягла 3-го місця в німецькому чарті. 2009 року бельгійська група «Sylver» зробила кавер на пісню «Foreign Affair», який посів у бельгійському хіт-параді 3-є місце. Американський репер Каньє Вест у 2010 році використовував приспів з пісні «In High Places» у своїй пісні «Dark Fantasy» з альбому «My Beautiful Dark Twisted Fantasy».